# Næsbyholm (Sjælland)
 "Næsbyholm" omdirigeres hertil. For alternative betydninger, se Næsbyholm (flertydig).
Næsbyholm er et slot, der oprindelig lå i landsbyen Næsby og nævnes første gang i 1388 som Næsbygaard og kaldet Næsbyholm fra 1585. Slottet ligger i Næsby Sogn i Næstved Kommune. Hovedbygningen er opført i 1585 ved Hans van Steenwinckel den ældre og ombygget i 1861 ved Christian Hansen. Den er nedbrændt i 1932 og genopført ved G.B. Hagen – og igen delvist nedbrændt i 1947 og genopbygget ved Ole Hagen.
Godserne Bavelse og Næsbyholm er tilsammen 2.000 hektar.

## Ejere af Næsbyholm
- (1388-1410) Anders Olufsen Lunge
- (1410-1447) Jep Andersen Lunge
- (1447-1460) Slægten Lunge
- (1460-1483) Laurens Axelsen Thott
- (1483-1509) Slægten Thott
- (1509-1513) Torben Oxe
- (1513-1525) Otto Holgersen Rosenkrantz
- (1525-1557) Otto Ottosen Rosenkrantz
- (1557-1575) Birgitte Ottosdatter Rosenkrantz gift Brahe
- (1575-1620) Steen Brahe
- (1620-1651) Otte Brahe
- (1651-1663) Otto Christopher Ulfeldt
- (1663-1683) Edel Ulfeldt gift Bielke
- (1683-1709) Christian Frederik Bielke
- (1709-1716) Kronen
- (1716-1720) Petra Sophie Reedtz-Thott
- (1720-1756) Christian Sigfred von Plessen (f. 1696)
- (1756-1763) Johan Ludvig Holstein
- (1763-1775) Christian Frederik Holstein
- (1775-1795) Carl Adolph Raben
- (1795-1804) Frederik Sophus Raben
- (1804-1823) Christian Conrad Sophus Danneskiold-Samsøe
- (1823-1824) Slægten af Danneskiold-Samsøe
- (1824-1837) Den Danske Stat
- (1837-1867) Christian Rønnenkamp
- (1867-1872) Enkefru Jessy Caroline Howden gift Rønnenkamp
- (1872-1881) Enkefru Jessy Caroline Howden gift Rønnenkamps dødsbo
- (1881-1930) Christian Howden-Rønnenkamp
- (1930-1948) Jessy Howden-Rønnenkamp gift Holck
- (1948-1975) Mogens Preben Christian-Eiler Howden-Rønnenkamp lensbaron Holck
- (1975-) Karl Mogens Howden-Rønnenkamp lensbaron Holck